# Реслманія V
Реслманія V (англ. WrestleMania V) - п'яте щорічне PPV-шоу професійного реслінгу Реслманія, організоване Світовою Федерацією Реслінгу (WWF, тепер WWE). Воно відбулося 2 квітня 1989 року у залі Бордволк-холл в Атлантік-Сіті, штат Нью-Джерсі (у трансляції місце проведення називали "Трамп Плаза"). Загалом на шоу було проведено 14 поєдинків.
Головною подією став бій Халка Хогана проти "Мачо" Ренді Севіджа за титул чемпіона світу WWF у важкій вазі, заявлений як "Вибух Мегасили", котрий Хоган виграв після коронного прийому Leg Drop. Міс Елізабет перебувала біля рингу в нейтральному куті протягом першої половини головної події, перш ніж рефері відправив її до роздягальні.
Андеркарт включав:
- поєдинок за титул Інтерконтинентального Чемпіона WWF у важкій вазі між "Приголомшливим" Ріком Рудом та Останнім Воїном
- командний поєдинок між Заснуванням Хартів (Брет Харт й Джим Нейдхарт) та командою Ритм-енд-блюз (Хонкі-тонк Мен й Грег Валентайн)
- командний гандикап-матч між Руйнацією (Акс і Смеш) та Силами Болю (Полководець й Варвар) разом з Містером Фудзі за титул Командних чемпіонів WWF.

## Виробництво

### Передісторія
Реслманія вважається флагманською PPV-подією Світової Федерації Реслінгу (WWF, тепер WWE), яка вперше відбулася у 1985 році. Вона проводиться щорічно з середини березня до середини квітня. Після появи Survivor Series у 1987 році, а потім Royal Rumble і SummerSlam у 1988 році (чотирьох перших щорічних PPV-шоу WWF), ці чотири заходи згодом отримали назву "Велика четвірка". Реслманія V була запланована на 2 квітня 1989 року в Бордволк-холл в Атлантік-Сіті, штат Нью-Джерсі. Ця подія, як і попередня Реслманія IV, рекламувалася як така, що відбудеться в Трамп Плаза, причому обидва заходи проходили по сусідству в конференц-залі, а спонсором виступав Дональд Трамп. Це був єдиний випадок, коли Реслманія проводилася в одному місці два роки поспіль. Run-DMC виконав для публіки "WrestleMania Rap". Серед інших відомих гостей були присутні Дональд Трамп, чий Трамп Плаза був головним спонсором заходу, і Мортон Дауні молодший.

### Сюжети

#### Вибух Мегасили
Головна ворожнеча на Реслманії мала місце між Халком Хоганом та "Мачо" Ренді Севіджем, які більшу частину попереднього року були єдиною командою, що називала себе "Мегасила" (англ. The Mega Powers).
Команда почала формуватися після того, як 3 жовтня 1987 року в ефірі Saturday Night's Main Event Севідж провів бій з Хонкі-тонк Меном за титул Інтерконтинентального чемпіона у важкій вазі. Після поєдинку, який Ренді виграв по дискваліфікації, Хонкі-тонк Мен заручився підтримкою Брета Харта і Джима Нейдхарта, щоб напасти на Севіджа. Коли Хонкі вже був готовий вдарити Ренді своєю гітарою, на ринг повернулася валет Севіджа, Міс Елізабет у супроводі чинного на той час чемпіона Світової Федерації Реслінгу Хогана, який допоміг Севіджу зрівняти шанси у протистоянні.
Пізніше, у прем'єрному епізоді The Main Event, Хоган зустрівся з Андре Гігантом у матчі-реванші їхнього чемпіонського поєдинку з Реслманії III. Двобій транслювався в прямому ефірі 5 лютого 1988 року з Індіанаполісу. За допомогою "Людини на мільйон доларів" Теда Дібіасі та корумпованого (сюжетно) рефері Андре переміг Хогана і відразу віддав завойований титул Дібіасі в якості відплати за допомогу. Після поєдинку перемога Андре була підтверджена, оскільки рішення суддів WWF було визнано остаточними. Тим не менш, титул чемпіона світу WWF у важкій вазі був оголошений вакантним, оскільки Андре не було дозволено поступитися чемпіонством іншому реслеру. Таким чином, на Реслманії IV пройшов турнір за вакантний титул. Севідж дійшов до фіналу і, з невеликою допомогою Хогана, виграв турнір і чемпіонський титул, перемігши у фіналі Теда Дібіасі. Після цього Хоган відсвяткував з Ренді, закріпивши їхній союз.
Протягом решти 1988 року Хоган і Севідж ворогували з багатьма лиходійськими командами, такими як Mega Bucks з Дібіасі і Андре у складі та Вежі Близнюки (Акім й Великий Бос). Хоча вони ніколи не претендували на командне чемпіонство компанії, The Mega Powers залишалися однією з найсильніших команд WWF до кінця року.
Однак з початком 1989 року ситуація почала повільно змінюватися. Хоган попросив, щоб Елізабет супроводжувала його на ринг під час кількох поєдинків на додачу до своїх обов'язків валета Севіджа. Це призвело до кількох випадків, коли Елізабет опинялася в небезпеці, що не подобалося Мачо. Ще однією ознакою того, що напруженість почала зростати, стало те, що після матчу з Акімом Севідж підняв дубинку Великого Боса і подивився на Хогана, коли той стояв спиною до нього, позуючи, як він часто робив, перед натовпом.
7 січня, на Saturday Night’s Main Event в Тампі, Севідж вийшов і зачистив ринг за допомогою сталевого стільця після того, як Хоган отримав післяматчеве побиття "Вежами Близнюками". Однак він не потурбувався про те, щоб перевірити стан Хогана і покинув ринг. Елізабет допомогла Хогану за лаштунками, що знову розлютило Ренді. Це призвело до конфронтації між Севіджем та Елізабет, але цього разу це не привело до чогось серйозного. Пізніше, під час матчу Royal Rumble Хоган випадково викинув з рингу Севіджа, коли той намагався позбутись "Погані Новини" Брауна.
Нарешті, 2 лютого, в прямому ефірі The Main Event II у Мілуокі напруга між Хоганом і Севеджем досягла апогею. Знову зійшлися у двобої Мегасила та Вежі Близнюки. Під час ключового моменту матчу, Акім перекинув Севіджа через канати, в результаті чого той приземлився на Елізабет. Збентежений Хоган підхопив її і відніс за лаштунки до тренерської кімнати, де чекав, поки вона прийде до тями. Тим часом Ренді був змушений самотужки битись з Босом та Акімом, поки Халк, на прохання Елізабет, не повернувся через кілька хвилин. Коли Хоган підійшов, щоб вступити в бій, Севідж вдарив його по обличчю і покинув ринг. Хогану вдалося здобути перемогу, але це ще не було кінцем.
Одразу після завершення матчу, Хоган повернувся до тренерської кімнати, де на нього чекав розлючений Севідж. Між ними виникла гучна сутичка, в ході якої Ренді звинуватив Хогана в тому, що сталося з Елізабет і в заздрощах щодо свого чемпіонства. Севідж також звинуватив Хогана в тому, що той був його партнером лише через зацікавленість до Елізабет. Хоган намагався заспокоїти розлюченого Мачо, але Севідж втратив терпіння і вдарив Халка титульним поясом, збивши його на підлогу. Вдаривши Хогана двічі, Ренді знову взяв чемпіонський пояс, поки Елізабет пішла перевірити, як там Хоган. Севідж схопив її і кинув через всю кімнату, але перш ніж він зміг вдарити Хогана ще раз, до кімнати увійшов Брутус Біфкейк і вихопив у нього пояс. Врешті-решт Севідж покинув кімнату, але спочатку напав на Біфкейка і співробітників WWF, які прибули, щоб розрядити ситуацію і надати допомогу травмованому Хогану.
Тоді Хоган кинув виклик Севіджу аби повернути все, що він вважав своїм по праву. Ренді погодився захищати проти нього титул чемпіона світу WWF у важкій вазі на Реслманії. Однак він буде робити це наодинці, оскільки Елізабет відмовилася бути в його куті під час матчу. Натомість вона вирішила бути біля рингу, тримаючи нейтралітет.

#### Інші ворожнечі
Другою головною ворожнечею на Реслманії було протистояння між "Приголомшливим" Ріком Рудом та Останнім Воїном за титул Інтерконтинентального Чемпіона WWF у важкій вазі. Руд і Воїн зустрілися у "Супер Посейдоні" (бодібілдингове позування) на Royal Rumble у січні 1989 року. Переможець мав бути визначений реакцією фанатів і Воїн переміг у цьому "поєдинку". Опісля на Воїна напав розлючений Руд. Це призвело до ворожнечі між ними та до матчу за титул Інтерконтинентального чемпіона у важкій вазі на Реслманії.
Іншим головним поєдинком андеркарту був матч Руйнації (Акс й Смеш) проти Сил Болю (Полководець й Варвар) та Містера Фудзі в гандикап-матчі за титул командних чемпіонів WWF. Руйнація були домінуючою лиходійською командою з моменту свого дебюту на початку 1987 року. Вони перемогли Ударну Силу (Тіто Сантана та Рік Мартел) у титульному матчі на Реслманії IV. Під час раннього етапу свого чемпіонства вони успішно ворогували з Заснуванням Хартів. Влітку 1988 року дебютувала потужна команда фейсів "Сили Болю" (англ. The Powers of Pain), яка ворогувала з Руйнацією за їх титули. На шоу Survivor Series менеджер Руйнації, Містер Фудзі відвернувся від підопічних після того, як вони програли командний матч за правилами Survivor Series. Це призвело до подвійного терну (ситуація, коли фейси (хороші хлопці) і хіли (лиходії) одночасно міняються сюжетними ролями). Члени Руйнації стала фейсами, а Сили Болю - хілами. Сили Болю зробили Містера Фудзі своїм менеджером, що привело до їхньої зустрічі з Руйнацією на Реслманії у титульному гандикап-матчі 3-на-2.
Джейк "Змій" Робертс та Андре Гігант розпочали свою ворожнечу восени 1988 року після того, як Андре втрутився в один з матчів Робертса проти Руда. Коли Робертс дістав зі своєї сумки змію Деміена, Андре спочатку розгубився, а потім закам'янів, побачивши змію. Коли стало зрозуміло, що Андре смертельно боїться змії, Робертс кинув її на Андре, від чого той впав на і втратив свідомість від серцевого нападу (сюжетно). Андре оговтався і поклявся помститися. Тим часом давній супротивник Андре, Великий Джон Стадд, повернувся до WWF наприкінці 1988 року, відкинув "привітання з поверненням" від давнього менеджера Боббі "Мозка" Хінана і, ставши фейсом, заявив, що прийде по душу Андре. Паралельно, ворожнеча між Андре та Робертсом тривала до початку 1989 року і, врешті-решт, Стадд погодився стати спеціальним запрошеним рефері для їхнього матчу на Реслманії.
Невдовзі після того, як Террі Тейлор приєднався до WWF влітку 1988 року, він був представлений як "Червоний Півень" і, в парі з Хінаном у ролі менеджера, отримав образ реслера-початківця, який не міг орієнтуватися в матчах без постійних інструкцій від Хінана. Зрештою, Червоний Півень втомився від принизливого стилю тренування Хінана і обернувся проти нього, ставши фейсом. Невдовзі після цього, в одному з епізодів Prime Time Wrestling, Хінан заявив, що хоче розірвати їхні стосунки полюбовно, але це був трюк, щоб привести Півня у пастку з новим протеже Хінана, давнім талантом Стівом Ломбарді, який тільки-но був представлений як Бруклінський Розбишака (англ. The Brooklyn Brawler).

## Матчі
| №                                       | Матч | Тип матча                                                  | Час   |
| --------------------------------------- | --- | ---------------------------------------------------------- | ----- |
| 1                                       | Геркулес переміг Короля Хаку (з Боббі Хінаном) утриманням опонента.                                                                            | Одиночний матч                                             | 6:57  |
| 2                                       | Вежі Близнюки (Акім і Великий Бос) (зі Сліком) перемогли Рокерів (Шон Майклз і Марті Джаннетті) утриманням опонента.                           | Командний матч                                             | 8:02  |
| 3                                       | Брутус Біфкейк і Тед Дібіасі (з Вірджилом) закінчили матч з подвійним відліком.                                                                | Одиночний матч                                             | 10:01 |
| 4                                       | Кущорізи (Люк і Бутч) перемогли Неймовірних Роже (Жак і Реймонд) (з Джиммі Хартом) утриманням опонента.                                        | Командний матч                                             | 9:10  |
| 5                                       | Містер Бездоганність переміг Синю Куртку утриманням опонента.                                                                                  | Одиночний матч                                             | 5:38  |
| 6                                       | Руйнація (Акс і Смеш) (c) перемогли Сили Болю (Полководець й Варвар) та Містера Фудзі утриманням опонента.                                     | Командний гандикап-матч за титул Командних Чемпіонів WWF   | 8:20  |
| 7                                       | Діно Браво (з Френчі Мартіном) переміг Ронні Гарвіна утриманням опонента.                                                                      | Одиночний матч                                             | 3:06  |
| 8                                       | Брейн Бастери (Арн Андерсон і Таллі Бланшар) (з Боббі Хінаном) перемогли Ударну Силу (Тіто Сантана й Рік Мартел) утриманням опонента.          | Командний матч                                             | 9:17  |
| 9                                       | Джейк Робертс переміг Андре Гіганта (з Боббі Хінаном) по дискваліфікації.                                                                      | Одиночний матч. Запрошений рефері - Великий Джон Стадд     | 9:44  |
| 10                                      | Заснування Хартів (Брет Харт й Джим Нейдхарт) перемогли Ритм-енд-блюз (Хонкі-тонк Мен й Грег Валентайн) (з Джиммі Хартом) утриманням опонента. | Командний матч                                             | 7:40  |
| 11                                      | Рік Руд (з Боббі Хінаном) переміг Останнього Воїна (c) утриманням опонента.                                                                    | Одиночний матч за титул Інтерконтинентального чемпіона WWF | 9:36  |
| 12                                      | "Погані Новини" Браун і Джим Даґґан закінчили матч з подвійною дискваліфікацією.                                                               | Одиночний матч                                             | 3:49  |
| 13                                      | Червоний Півень переміг Боббі Хінана (з Бруклінським Розбишакою) утриманням опонента.                                                          | Одиночний матч                                             | 0:31  |
| 14                                      | Халк Хоган переміг Ренді Севіджа (c) (з Міс Елізабет в нейтральному куті) утриманням опонента.                                                 | Одиночний матч за титул Чемпіона світу WWF у важкій вазі   | 17:54 |
| (c) — чемпіон на момент старту поєдинку | |                                                            |       |